# Canada ved sommer-OL 1904
Canada ved sommer-OL 1904. 52 sportsudøvere fra Canada deltog i fem sportsgrene, atletik, fodbold, golf, roning og lacrosse ved sommer-OL 1904 i St. Louis. Canada kom på fjerdepladsen med fire guld- en sølv- og en bronzemedalje. 

## Medaljer
| 1904   | Guld | Sølv | Bronze | Total |
| Canada | 4    | 1    | 1      | 6     |

## Medaljevinderne
| Canada under OL 1904 St Louis | Canada under OL 1904 St Louis | Canada under OL 1904 St Louis | Canada under OL 1904 St Louis | Canada under OL 1904 St Louis |
| Medaljer                      | Udøver | Sport                         | Øvelse                        | Resultat                      |
| ----------------------------- | --- | ----------------------------- | ----------------------------- | ----------------------------- |
| Guld                          | Etienne Desmarteau | Atletik                       | Vægtkast                      | 10,46 meter                   |
| Guld                          | George Lyon | Golf                          | golf mænd                     |                               |
| Guld                          | Canadas fotball-hold Galt F.C.: Otto Christman George Ducker John Fraser John Gourlay Alexander Hall Albert Henderson Albert Johnson Robert Lane Ernest Linton Gordon McDonald Frederick Steep Tom Taylor William Twaits    | Fodbold                       | fotball                       |                               |
| Guld                          | Canadas lacrosselag Winnipeg Shamrocks: Eli Blanchard William Brennaugh George Bretz William Burns George Cattanach George Cloutier Sandy Cowan Jack Flett Benjamin Jamieson Stuart Laidlaw Hilliard Lyle Lawrence Pentland | Lacrosse                      | lacrosse                      |                               |
| Sølv                          | Canadas åtter Argonaut Rowing Club, Toronto: Thomas Loudon Arthur Bailey William Rice, George Reiffenstein Phil Boyd George Strange William Wadsworth Donald MacKenzie Joseph Wright                                        | Roning                        | otter                         |                               |
| Bronze                        | Canadas lacrosselag Mohawk Indians: | Lacrosse                      | lacrosse                      |                               |